# Intussuscezione (vasi sanguigni)
L'intussuscezione è il processo di sviluppo di un nuovo vaso sanguigno dalla scissione di un altro vaso sanguigno preesistente. È una delle tre modalità di formazione dei vasi sanguigni nell'uomo, insieme all'angiogenesi e alla vasculogenesi.
L'intussuscezione è stata osservata inizialmente nei ratti neonati.
In questo tipo di formazione dei vasi, la parete capillare si estende nel lume per dividere un unico vaso in due. Si osservano quattro fasi nell'intussuscezione: 
1. Le due pareti capillari opposte stabiliscono una zona di contatto[2].
2. Le giunzioni delle cellule endoteliali vengono riorganizzate e il vaso doppio strato viene forato per consentire ai fattori di crescita e alle cellule di penetrare nel lume[2].
3. Un nucleo si forma tra i due nuovi vasi nella zona di contatto, che è piena di periciti e miofibroblasti. Queste cellule iniziano a depositare fibre di collagene nel nucleo in modo da fornire una matrice extracellulare per la crescita del lume del vaso.
4. Il nucleo viene integrato senza alterazioni alla struttura di base. L'intussuscezione è importante in quanto si tratta di una riorganizzazione di cellule già esistenti. Permette un notevole aumento del numero di capillari senza un corrispondente aumento del numero di cellule endoteliali. Questo è particolarmente importante nello sviluppo embrionale, in quanto non vi sono abbastanza risorse per creare una ricca microvascolarizzazione partendo da nuove cellule, per ogni nuovi vaso sanguigno che si forma.